# Dachetola virido
Dachetola virido is een vlindersoort uit de familie van de prachtvlinders (Riodinidae), onderfamilie Riodininae.
Dachetola virido werd in 1958 beschreven door Lathy.